# Adenosma macrophyllum
Adenosma macrophyllum är en grobladsväxtart som beskrevs av George Bentham. Adenosma macrophyllum ingår i släktet Adenosma och familjen grobladsväxter. Inga underarter finns listade i Catalogue of Life.